# Trichoscypha linderi
Trichoscypha linderi är en sumakväxtart som beskrevs av Franciscus Jozef Breteler. Trichoscypha linderi ingår i släktet Trichoscypha och familjen sumakväxter. Inga underarter finns listade i Catalogue of Life.